# FK Aqtöbe
Der FK Aqtöbe (kasachisch «Ақтөбе» футбол клубы / Aqtöbe futbol kluby; russisch Футбольный клуб «Актобе» / Futbolny klub Aktobe) ist ein kasachischer Fußballverein aus der im Westen Kasachstans gelegenen Stadt Aqtöbe. Der Verein hat sich in den letzten Jahren als eine der erfolgreichsten Mannschaften der kasachischen Premjer-Liga etabliert. Neben fünf Kasachischen Meisterschaften 2005, 2007, 2008, 2009 und 2013 steht ein Gewinn des Kasachischen Pokals aus dem Jahre 2008 zu Buche. Daneben konnten drei Supercup-Siege in den Jahren 2008, 2010 und 2014 gefeiert werden. Der Club ist Gründungsmitglied der Premjer-Liga und nahm an deren Spielbetrieb mit Ausnahme der Jahre 1998–2000 sowie 2020 durchgehend teil. In der ewigen Tabelle der Kasachischen Liga liegt der Verein nach der Saison 2013 auf dem fünften Platz.

## Geschichte

### Sowjetische Meisterschaft
Das Team nahm von 1967 bis 1970 und von 1976 bis 1991 insgesamt neunzehnmal an der sowjetischen Meisterschaft teil. Alle Spielzeiten wurden in der dritten Liga der Sowjetunion verbracht. 1981 gewann die Mannschaft aus Aktjubinsk die Zonenmeisterschaft mit drei Zählern Vorsprung vor Schachtjor Qaraghandy und kämpfte gegen andere Zonenmeister um den Aufstieg in die zweithöchste sowjetische Liga, verlor allerdings alle vier Vergleiche gegen Krywbas Krywyj Rih und Dynamo Kiew.

### Kasachische Meisterschaft

#### 1992–1997: Mittelmaß und Niedergang
| Saison | Platz | Tore  | Punkte |
| ------ | ----- | ----- | ------ |
| 1992   | 12    | 29:36 | 40     |
| 1993   | 09    | 60:55 | 61     |
| 1994   | 04    | 45:23 | 55     |
| 1995   | 13    | 26:45 | 32     |
| 1996   | 10    | 42:48 | 45     |
| 1997   | 12    | 16:56 | 15     |

Der Klub trat nach der Unabhängigkeit Kasachstans als Gründungsmitglied in der Superliga an. In der ersten Auflage des Wettbewerbes gelang 1992 der zwölfte Platz. 1994 erkämpfte das Team den vierten Rang und stand zudem im Finale des kasachischen Pokals, verlor aber das Spiel mit 0:1 gegen Wostok Öskemen. Am Ende der Spielzeit 1995 befand sich die Mannschaft auf dem dreizehnten Rang, was die schlechteste Platzierung des Teams aus Aqtöbe in der kasachischen Eliteklasse darstellt. 1996 verbesserte sich das Team geringfügig, als der zehnte Platz erreicht wurde. Nach der Saison 1997 wurde die Mannschaft aufgelöst, als nur der zwölfte Platz in der Meisterschaft erreicht wurde. In dieser Spielzeit kassierte der FK Aqtöbe die höchste Niederlage seiner Geschichte mit 1:9 gegen den späteren Vizemeister FK Taras.

#### 2000–2004: Reaktivierung und Aufstieg
| Saison | Platz | Tore  | Punkte |
| ------ | ----- | ----- | ------ |
| 2001   | 8     | 33:40 | 45     |
| 2002   | 5     | 37:40 | 46     |
| 2003   | 5     | 40:29 | 51     |
| 2004   | 4     | 52:19 | 74     |

Im Jahr 2000 wurde der FK Aqtöbe in der zweiten kasachischen Liga wieder reaktiviert. In derselben Saison wurde die zweite Liga gewonnen und der Wiederaufstieg geschafft. In die höchste Liga zurückgekehrt, errang das Team 2001 den achten Platz. Es folgten in den Spielzeiten 2002 und 2003 jeweils der fünfte und in der Saison 2004 der vierte Rang.

#### 2005–2015: Titel und Erfolge
| Saison | Platz | Tore  | Punkte |
| ------ | ----- | ----- | ------ |
| 2005   | 1     | 50:27 | 70     |
| 2006   | 2     | 48:21 | 60     |
| 2007   | 1     | 55:12 | 72     |
| 2008   | 1     | 61:18 | 67     |
| 2009   | 1     | 65:19 | 65     |
| 2010   | 2     | 56:30 | 63     |
| 2011   | 3     | 53:31 | 54     |
| 2012   | 3     | 44:22 | 50     |
| 2013   | 1     | 46:22 | 43     |
| 2014   | 2     | 52:31 | 40     |
| 2015   | 3     | 35:25 | 32     |

Seit 2005 gehört der Verein zu den erfolgreichsten Teams in Kasachstan. 2005 wurde der erste Meistertitel errungen, als die Mannschaft mit einem Punkt Vorsprung vor dem Tobyl Qostanai die Saison erfolgreich abschloss. Im Pokal schied das Team allerdings bereits im Achtelfinale aus.
Im darauffolgenden Jahr, nach der Verpflichtung des russischen Spezialisten Wladimir Muchanow als Cheftrainer, musste sich der FK Aqtöbe als Zweitplatzierter dem FK Astana geschlagen geben, als der Verein aus der Hauptstadt vier Punkte mehr sammelten. Im Viertelfinale des Pokals musste sich die Mannschaft Schachtjor Qaraghandy geschlagen geben.
2007 gewann das Team zum zweiten Mal die kasachische Meisterschaft vor Tobyl Qostanai mit einem beachtlichen Abstand von acht Punkten. Im Pokal war erneut im Viertelfinale gegen den späteren Pokalsieger aus Qostanai Endstation.

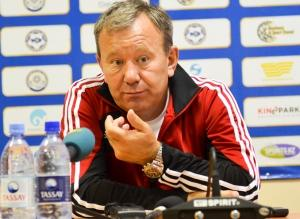
Wladimir Muchanow, Trainer von 2006 bis 2012

Am 2. März 2008 konnte der erste Gewinn des kasachischen Supercups gefeiert werden. Dabei wurde der Pokalsieger 2007 Tobyl Qostanai durch zwei Treffer von Sergei Strukow mit 2:0 bezwungen. Die nächste Saison 2008 beendete der Verein mit der erfolgreichen Verteidigung des Meistertitels, als wiederum Tobyl Qostanai im Spiel um den ersten Platz nach Elfmeterschießen bezwungen wurde, da die beiden Teams die reguläre Saison punktgleich abschlossen. 120 Minuten brachten im Zentralstadion Almaty vor 16.000 Zuschauern keinen Sieger hervor, es stand 1:1. Den Führungstreffer in der 49. Minute durch den moldawischen Legionär Alexandru Golban egalisierte zwanzig Minuten später durch einen verwandelten Elfmeter der Verteidiger des FK Aqtöbe Samat Smaqow. Das anschließende Elfmeterschießen entschied der FK Aqtöbe mit 4:2 für sich. Ebenfalls 2008 wurde zum ersten Mal der kasachische Pokal gewonnen, nachdem im Finale der FK Alma-Ata mit 3:1 geschlagen wurde. Somit gelang dem FK Aqtöbe als erster kasachischen Mannschaft der Gewinn eines nationalen Triples, der aus drei nationalen Titelgewinnen (Premjer-Liga, Kasachischer Fußballpokal und Kasachischer Fußball-Supercup) im selben Jahr besteht.
2009 folgte die dritte Meisterschaft hintereinander und die vierte insgesamt, als Tobyl Qostanai im heimischen Stadion einen Spieltag vor dem Ende der Saison mit 5:2 geschlagen wurde und der Verein nicht mehr vom ersten Platz verdrängt werden konnte. Schließlich beendete FK Aqtöbe die Saison 2009 mit fünf Punkten Vorsprung auf den Vizemeister Lokomotive Astana sowie acht Punkten auf den Drittplatzierten Schachtjor Qaraghandy. Im Pokal 2009 schied die Mannschaft im Halbfinale gegen Schachtjor Qaraghandy nach einem 1:0-Heimsieg und anschließender 0:2-Niederlage aus.
Am 14. März 2010 wurde in der hauptstädtischen Astana Arena vor 8.000 Zuschauern erneut der kasachische Supercup gewonnen, als der letztjährige Pokalsieger FK Atyrau mit 2:0 besiegt wurde. Im Pokal 2010 scheiterte die Mannschaft wie bereits im letzten Jahr an Schachtjor Qaraghandy im Viertelfinale durch eine 1:2-Niederlage. In der Premjer-Liga 2010 konnte der letztjährige Titel nicht verteidigt werden. Es reichte nur für die Vizemeisterschaft mit einem Punkt Rückstand auf den ewigen Konkurrenten Tobyl Qostanai.
Im nationalen Fußballpokal 2011 wurde der FK Aqtöbe bereits in der ersten Runde nach Elfmeterschießen vom Zweitligisten Aqschajyq Oral aus dem Wettbewerb geworfen. Die Meisterschaften 2011 und 2012 konnten jeweils auf einem dritten Tabellenplatz abgeschlossen werden.
2013, vier Jahre nach dem letzten Titelgewinn, konnte der Verein aus dem Westen Kasachstans den erneuten Meistertitel feiern, den der 18-jährige Abat Ajymbetow durch seinen Treffer erst in letzter Minute am letzten Spieltag sicherte. Die Partie gegen Ordabassy Schymkent endete mit einem 2:2-Unentschieden und reichte zum fünften Titelgewinn für den FK Aqtöbe mit nur einem Punkt Vorsprung vor den FK Astana. Auch in den Saisonen 2014 und 2015 konnte in der Premjer-Liga ein Platz unter den Top 3 errungen werden, was dem Verein damit elf Jahre in Folge gelang.

#### Seit 2016: Kurzzeitiger Niedergang und Wiederauferstehung
| Saison | Platz | Tore  | Punkte |
| ------ | ----- | ----- | ------ |
| 2016   | 6     | 37:52 | 36     |
| 2017   | 9     | 38:46 | 33     |
| 2018   | 7     | 51:47 | 42     |
| 2019   | 12    | 35:75 | 15     |
| 2020   | 1     | 23:4  | 29     |
| 2021   | 6     | 35:40 | 33     |
| 2022   | 2     | 43:28 | 52     |
| 2023   | 3     | 44:23 | 50     |
| 2024   | 3     | 39:26 | 43     |

Daraufhin konnte man aber lange nicht mehr an die bisherigen Erfolge anknüpfen. Wo man 2016 noch den sechsten Platz erreichte, musste man 2017 als Neunter schon umso mehr um den Klassenerhalt zittern. 2019 musste Aqtöbe als Letztplatzierter dann doch den Gang in die Zweitklassigkeit antreten. Der Verein schaffte in der sogenannten Ersten Liga als Sieger der Gruppe 1 den direkten Wiederaufstieg und konnte sich mit einem sechsten Platz in der Saison 2021 direkt wieder in der Eliteklasse etablieren. Der Verein unterstrich seine Ambitionen im Folgejahr nochmal mit dem zweiten Platz und kehrte damit unter anderem auch in den Europapokal zurück, wo man jedoch weiterhin erfolglos blieb.

## Identitätsentwicklung
Der Verein wurde im Jahr 1967 als Aktjubinez Aktjubinsk (Актюбинец Актюбинск) gegründet. Wie die meisten Vereine der ehemaligen Sowjetunion erfuhr der Klub in seiner Geschichte mehrere Namenswechsel. Im Jahr 1996 erfolgte die erste Umbenennung in Aqtöbemunai (Ақтөбемунай). Nach nur einer Spielzeit wurde der Verein in FK Aqtöbe (ФК Ақтөбе) umbenannt. Von 2000 bis 2004 lief die Mannschaft unter dem Namen Aqtöbe-Lento (Ақтөбе-Ленто) auf. Seit 2005 trägt der Verein erneut den Namen FK Aqtöbe (ФК Ақтөбе).

Logos
2000–2004
2005–2009
Seit 2009

## Stadion
Der Verein trägt seine Heimspiele im 13.500 Zuschauer fassenden Zentralstadion aus, das am 28. August 1975 eröffnet wurde. An diesem Tag fand die Begegnung zwischen Aktjubinez und dem ZSKA Moskau, das die Hauptstädter mit 1:0 für sich entscheiden konnten. Das Stadion ist als einziges in Kasachstan ein reines Fußballstadion ohne Laufbahn, welches speziell für die Austragung von Fußballspielen konzipiert ist. In den Spielzeiten 2006, 2007, 2009 und 2010 war das Zentralstadion in Aqtöbe das am meisten besuchte Stadion in der kasachischen Premjer-Liga. 2009 haben durchschnittlich 6.823 und 2010 6.888 Fußballfans pro Spiel das Stadion besucht.

## Zuschauer und Fans
Der Verein wird von der Ultra-Gruppierung 13 Sector unterstützt, die zu den größten Gruppen des Landes zählt. Die Gruppierung wurde 2006 ins Leben berufen und besitzt mit dem Young Sector noch über eine eigene Jugendgruppe. Zudem wurde auch die Filiale West Wind in der ehemaligen Hauptstadt Almaty gegründet, sowie die Filiale 04 Region, die in der aktuellen Hauptstadt Astana gegründet wurde.

## Sponsoren
Ausrüster vom FK Aqtöbe ist der deutsche Sportartikel-Hersteller Adidas.

## Europapokalbilanz
International trat FK Aqtöbe erstmals mit der Teilnahme an der UEFA Champions League 2006/07 in Erscheinung, wobei die Mannschaft in der ersten Qualifikationsrunde gegen den lettischen Teilnehmer FK Liepājas Metalurgs nach 0:1 und 1:1 ausschied. In der folgenden Saison wurde das Team in der ersten Qualifikationsrunde des UEFA-Pokal 2007/08 vom SV Mattersburg aus Österreich aus dem Wettbewerb geworfen. Auch der dritte Auftritt endete mit einem Ausscheiden nach 1:0 und 0:4 gegen den moldawischen Meister Sheriff Tiraspol in der ersten Qualifikationsrunde zur UEFA Champions League 2008/09.
In der Saison 2009/10 wurde im vierten Anlauf der erste Gegner auf europäischer Ebene überwunden, als der isländische Vertreter FH Hafnarfjörður mühelos nach zwei Siegen ohne Gegentor in der zweiten Qualifikationsrunde bezwungen wurde. Gegen den nächsten Kontrahenten Maccabi Haifa aus Israel konnte sich der FK Aqtöbe nicht behaupten. Das Hinspiel in Aqtöbe endete torlos. Im Rückspiel führte das kasachische Team bereits nach den ersten fünfzehn Minuten mit 3:0, kassierte jedoch noch vor der Halbzeitpause zwei Gegentreffer und verlor nach zwei weiteren Gegentoren in der zweiten Halbzeit den Gesamtvergleich. Somit schied der Verein aus der Champions League 2009/10 aus. In der anschließenden Qualifikation zur neuen UEFA Europa League musste sich der FK Aqtöbe mit dem deutschen Pokalsieger Werder Bremen messen und schied nach zwei Niederlagen (3:6 in Bremen und 0:2 in Aqtöbe) aus.
Erfolgreich startete der FK Aqtöbe in die Europasaison 2010/11, als der georgische Meister Olimpi Rustawi in der zweiten Qualifikationsrunde zur UEFA Champions League nach 2:0 (Doppeltorschütze Samat Smaqow) und 1:1 (Tor: Murat Tleschew) ausgeschaltet werden konnte. In der dritten Qualifikationsrunde scheiterte das Team an dem israelischen Meister Hapoel Tel Aviv, wobei das Hinspiel in Aqtöbe mit 1:0 durch den Treffer des Kapitäns Samat Smaqow gewonnen wurde und das Rückspiel in Tel Aviv mit 1:3 (Tor: Murat Tleschew) verloren ging. Somit qualifizierte sich der FK Aqtöbe für die Play-off-Runde der UEFA Europa League 2010/11, wo ihm der niederländische Verein AZ Alkmaar als nächster Gegner zugelost wurde. Das Hinspiel entschied AZ mit 2:0 für sich. Das Rückspiel gewann zwar der amtierende kasachische Meister mit 2:1 durch zwei Treffer von Murat Tleschew, konnte aber in der Addition die Gruppenphase erneut nicht erreichen.
Die Europasaison 2011/12 begann für die Mannschaft in der zweiten Qualifikationsrunde zur Europa League. Der Gegner Kecskeméti TE aus Ungarn konnte nach zwei Unentschieden aufgrund der Auswärtstorregel bezwungen werden. In der nächsten Qualifikationsrunde wartete der russische Pokalfinalist Alanija Wladikawkas. Auch hier endeten beide Spiele Unentschieden (jeweils 1:1) und brachten keinen Sieger hervor. Dabei musste der FK Aqtöbe beide Partien aufgrund von roten Karten mit jeweils nur zehn Spielern beenden. Im anschließenden Elfmeterschießen setzte sich der nordossetische Verein durch, womit der Traum vom Einzug in die Play-offs der UEFA Europa League für den FK Aqtöbe platzte.
Nach drei überstandenen Qualifikationsrunden zur Europa League 2013/14, wo Gandsassar Kapan, IL Hødd und Breiðablik Kópavogur bezwungen wurden, stand der Verein aus dem westlichen Kasachstan zum dritten Mal in seiner Geschichte in der Play-off-Runde und konnte diese ebenfalls zum dritten Mal nicht überstehen, als beide Partien gegen den ukrainischen Spitzenverein Dynamo Kiew verloren gingen. Dem Verein ereilte im Folgejahr ein ähnliches Schicksal, als man in der 3. Qualifikationsrunde zur UEFA Champions League dem rumänischen Rekordverein Steaua Bukarest knapp unterlag. In der anschließenden Play-off-Runde zur UEFA Europa League scheiterte man in beiden Spielen an Legia Warschau.
In den beiden darauffolgenden Versuchen musste sich Aqtöbe jeweils in der 1. Runde der Europa-League-Qualifikation geschlagen geben. 2015 kam der Gegner aus Estland und hieß FC Nõmme Kalju; die Partien endeten zuhause mit 0:1 und auswärts mit 0:0 aus Sicht der Kasachen. 2016 unterlag man auswärts dem ungarischen Vertreter MTK Budapest nach einem 1:1-Remis im Heimspiel mit 0:2.
Die erstmalige Teilnahme an der Qualifikation zur UEFA Europa Conference League stellte die Rückkehr in den Europacup nach sieben Jahren Abszenz dar. Dabei konnte man sich in der 2. Runde gegen Torpedo Kutaissi nach einem 4:1-Auswärtssieg und einer 1:2-Heimniederlage durchsetzen. In der 3. Runde unterlag man dem rumänischen Vertreter Sepsi OSK Sfântu Gheorghe zuhause mit 0:1, nachdem das Hinspiel mit 1:1 remis endete. Im Folgejahr musste man sich im Elfmeterschießen dem bosnischen Verein FK Sarajevo geschlagen geben. Daheim verlor man mit 0:1, das Rückspiel in Bosnien wurde nach Verlängerung mit 3:2 gewonnen.
| Saison  | Wettbewerb                    | Runde                  | Gegner                | Gesamt          | Hin     | Rück          |
| ------- | ----------------------------- | ---------------------- | --------------------- | --------------- | ------- | ------------- |
| 2006/07 | UEFA Champions League         | 1. Qualifikationsrunde | FK Liepājas Metalurgs | 1:2             | 0:1 (A) | 1:1 (H)       |
| 2007/08 | UEFA-Pokal                    | 1. Qualifikationsrunde | SV Mattersburg        | 3:4             | 1:0 (H) | 2:4 (A)       |
| 2008/09 | UEFA Champions League         | 1. Qualifikationsrunde | Sheriff Tiraspol      | 1:4             | 1:0 (H) | 0:4 (A)       |
| 2009/10 | UEFA Champions League         | 2. Qualifikationsrunde | FH Hafnarfjörður      | 6:0             | 4:0 (A) | 2:0 (H)       |
| 2009/10 | UEFA Champions League         | 3. Qualifikationsrunde | Maccabi Haifa         | 3:4             | 0:0 (H) | 3:4 (A)       |
| 2009/10 | UEFA Europa League            | Play-offs              | Werder Bremen         | 3:8             | 3:6 (A) | 0:2 (H)       |
| 2010/11 | UEFA Champions League         | 2. Qualifikationsrunde | Olimpi Rustawi        | 3:1             | 2:0 (H) | 1:1 (A)       |
| 2010/11 | UEFA Champions League         | 3. Qualifikationsrunde | Hapoel Tel Aviv       | 2:3             | 1:0 (H) | 1:3 (A)       |
| 2010/11 | UEFA Europa League            | Play-offs              | AZ Alkmaar            | 2:3             | 0:2 (A) | 2:1 (H)       |
| 2011/12 | UEFA Europa League            | 2. Qualifikationsrunde | Kecskeméti TE         | (a)1:1(a)       | 1:1 (A) | 0:0 (H)       |
| 2011/12 | UEFA Europa League            | 3. Qualifikationsrunde | Alanija Wladikawkas   | 2:2 (2:4 i. E.) | 1:1 (A) | 1:1 n. V. (H) |
| 2012/13 | UEFA Europa League            | 1. Qualifikationsrunde | Torpedo Kutaissi      | 2:1             | 1:1 (A) | 1:0 (H)       |
| 2012/13 | UEFA Europa League            | 2. Qualifikationsrunde | FC Milsami            | 5:4             | 2:4 (A) | 3:0 (H)       |
| 2012/13 | UEFA Europa League            | 3. Qualifikationsrunde | KRC Genk              | 2:4             | 1:2 (A) | 1:2 (H)       |
| 2013/14 | UEFA Europa League            | 1. Qualifikationsrunde | Gandsassar Kapan      | 4:2             | 2:1 (A) | 2:1 (H)       |
| 2013/14 | UEFA Europa League            | 2. Qualifikationsrunde | IL Hødd               | 2:1             | 0:1 (A) | 2:0 (H)       |
| 2013/14 | UEFA Europa League            | 3. Qualifikationsrunde | Breiðablik Kópavogur  | 1:1 (2:1 i. E.) | 1:0 (H) | 0:1 n. V. (A) |
| 2013/14 | UEFA Europa League            | Play-offs              | Dynamo Kiew           | 3:8             | 2:3 (H) | 1:5 (A)       |
| 2014/15 | UEFA Champions League         | 2. Qualifikationsrunde | Dinamo Tiflis         | 4:0             | 1:0 (A) | 3:0 (H)       |
| 2014/15 | UEFA Champions League         | 3. Qualifikationsrunde | Steaua Bukarest       | 3:4             | 2:2 (H) | 1:2 (A)       |
| 2014/15 | UEFA Europa League            | Play-offs              | Legia Warschau        | 0:3             | 0:1 (H) | 0:2 (A)       |
| 2015/16 | UEFA Europa League            | 1. Qualifikationsrunde | FC Nõmme Kalju        | 0:1             | 0:1 (H) | 0:0 (A)       |
| 2016/17 | UEFA Europa League            | 1. Qualifikationsrunde | MTK Budapest FC       | 1:3             | 1:1 (H) | 0:2 (A)       |
| 2023/24 | UEFA Europa Conference League | 2. Qualifikationsrunde | FC Torpedo Kutaissi   | 5:3             | 4:1 (A) | 1:2 (H)       |
| 2023/24 | UEFA Europa Conference League | 3. Qualifikationsrunde | Sepsi Sfântu Gheorghe | 1:2             | 1:1 (A) | 0:1 (H)       |
| 2024/25 | UEFA Conference League        | 1. Qualifikationsrunde | FK Sarajevo           | 3:3 (3:4 i. E.) | 0:1 (H) | 3:2 n. V. (A) |
| 2025/26 | UEFA Europa League            | 1. Qualifikationsrunde | Legia Warschau        | 0:2             | 0:1 (A) | 0:1 (H)       |
| 2025/26 | UEFA Conference League        | 2. Qualifikationsrunde | Sparta Prag           | 2:5             | 2:1 (H) | 0:4 (A)       |

Gesamtbilanz: 56 Spiele, 18 Siege, 12 Unentschieden, 26 Niederlagen, 65:79 Tore (Tordifferenz −14)

### Torschützenliste im Europapokal
Stand: 9. Mai 2025
| Nat.        | Spieler              | Tore |
| ----------- | -------------------- | ---- |
| Kasachstan  | Samat Smaqow         | 7    |
| Russland    | Marat Chairullin     | 6    |
| Kasachstan  | Murat Tleschew       | 6    |
| Usbekistan  | Timur Kapadze        | 4    |
| Russland    | Sergei Dawydow       | 3    |
| Usbekistan  | Marat Bikmayev       | 2    |
| Russland    | Konstantin Golowskoi | 2    |
| Usbekistan  | Alexander Heinrich   | 2    |
| Senegal     | Malick Mane          | 2    |
| Kasachstan  | Maxim Samorodow      | 2    |
| Russland    | Sergei Strukow       | 2    |
| Kasachstan  | Abat Ajymbetow       | 1    |
| Ukraine     | Oleksij Antonow      | 1    |
| Armenien    | Robert Arsumanjan    | 1    |
| Kasachstan  | Jewgeni Awertschenko | 1    |
| Kasachstan  | Pjotr Badlo          | 1    |
| Kasachstan  | Andrei Bogomolow     | 1    |
| Serbien     | Vladimir Đilas       | 1    |
| Kroatien    | Andrija Filipović    | 1    |
| Haiti       | Jayro Jean           | 1    |
| Kasachstan  | Alibek Kasym         | 1    |
| Kirgisistan | Emil Kenschissarijew | 1    |
| Kasachstan  | Waleri Korobkin      | 1    |
| Russland    | Alexei Kossolapow    | 1    |
| Brasilien   | Danilo Neco          | 1    |
| Usbekistan  | Aleksey Nikolayev    | 1    |
| Montenegro  | Miloš Raičković      | 1    |
| Brasilien   | Élder Santana        | 1    |
| Belarus     | Ihar Sjankowitsch    | 1    |
| Kasachstan  | Asqat Taghybergen    | 1    |
| Kasachstan  | Adilkhan Tanzharikov | 1    |
| Kasachstan  | Anton Tschitschulin  | 1    |
| Russland    | Idris Umajew         | 1    |

## Teilnahmen am GUS-Pokal
Durch die Erfolge in der kasachischen Meisterschaft nahm das Team regelmäßig am GUS-Pokal teil.
2006, 2007 (anstelle des Meisters FK Astana) und 2008 kam der Klub über die Vorrunde nicht hinaus und landete stets auf dem dritten Platz, der zum Weiterkommen nicht ausreichte.
2009 stand der FK Aqtöbe im Finale des GUS-Pokals. Nachdem in der Vorrunde neben dem Unentschieden 1:1 gegen den usbekischen Vertreter Paxtakor Taschkent der FC Ararat Jerewan aus Armenien mit 3:1 und der russische Rubin Kasan mit 2:0 besiegt wurden, gewann das Team das Viertelfinale gegen MTZ-RIPA Minsk aus Belarus mit 4:1 und das Halbfinale gegen İnter Baku aus Aserbaidschan mit 1:0. Im Finale, das im Moskauer Sportkomplex Olimpijski vor 3.700 Zuschauern ausgetragen wurde, stand es gegen den Sheriff Tiraspol aus Moldawien nach 120 Minuten 1:1. Anschließend wurde das Elfmeterschießen mit 4:5 verloren.
2010 wurde erneut die Finale des GUS-Pokals erreicht. In der Vorrunde wurden, neben einer Niederlage mit 0:1 gegen HJK Helsinki aus Finnland, Wachsch Qurghonteppa aus Tadschikistan und der FK Baku aus Aserbaidschan jeweils mit 2:0 besiegt. Im Viertelfinale wurde der belarussische Vertreter Dnjapro Mahiljou mit 3:1 und im Halbfinale Ekranas Panevėžys aus Litauen mit 3:0 bezwungen. Das anschließende Finale verlor der FK Aqtöbe mit 2:5 gegen den russischen Rubin Kasan. Dabei wurde Emil Kenschissarijew mit sechs erzielten Toren zum Toptorjäger des Turniers.

## Erfolge und Statistiken

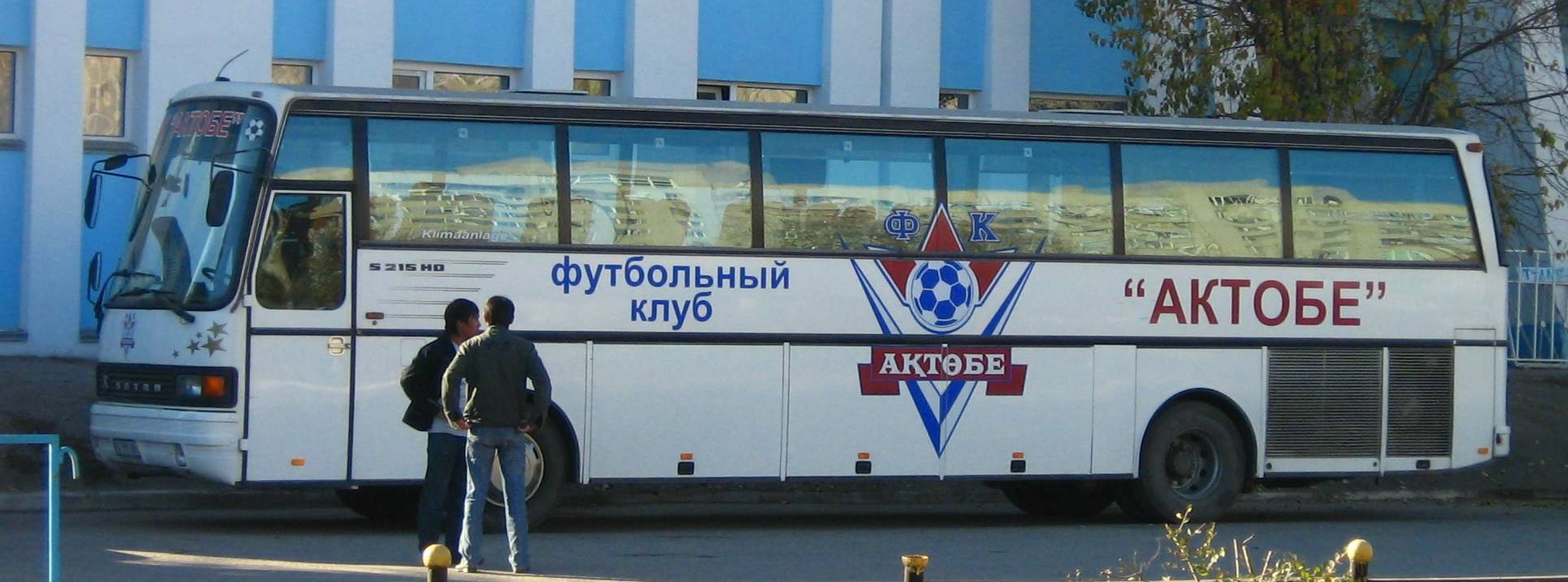
Mannschaftsbus

### Meisterschaftserfolge
- Kasachische Meisterschaft:
  - Meister: 2005, 2007, 2008, 2009, 2013
  - Vizemeister: 2006, 2010, 2014, 2022
  - 3. Platz: 2011, 2012, 2015, 2023
  - Meister der zweiten kasachischen Liga: 2000, 2020
- Sowjetische Meisterschaft:
  - Zonenmeister in der dritten Liga: 1981

### Pokalerfolge
- Kasachischer Pokalsieger: 2008, 2024
- Kasachischer Pokalfinalist: 1994, 2014
- Kasachischer Supercupsieger: 2008, 2010, 2014

### Internationale Erfolge
- GUS-Pokal-Finalist: 2009, 2010

### Torschützenkönige
| Spieler        | Saison | Tore |
| -------------- | ------ | ---- |
| Murat Tleschew | 2009   | 20   |

### Fußballer des Jahres
| Spieler      | Jahr |
| ------------ | ---- |
| Samat Smaqow | 2007 |
| Samat Smaqow | 2008 |

### Rekordtorschützen
Treffsicherster Angreifer in Diensten vom FK Aqtöbe ist Marat Chairullin, der für die Mannschaft insgesamt 61 Tore erzielte.
| Platz | Name des Spielers        | Tore | Zeitraum                   |
| ----- | ------------------------ | ---- | -------------------------- |
| 01.   | Marat Chairullin         | 61   | 2007–2009, 2010–2015       |
| 02.   | Andrei Miroschnitschenko | 53   | 1992, 1993–1994, 2001–2002 |
| 03.   | Dmitri Jurist            | 42   | 1989–2002                  |
| 04.   | Qairat Äschirbekow       | 37   | 2002–2007                  |
| 05.   | Konstantin Golowskoi     | 35   | 2007–2010                  |
| 05.   | Samat Smaqow             | 35   | 2007–2012, 2016            |
| 07.   | Serghei Rogaciov         | 32   | 2006–2007                  |
| 08.   | Murat Tleschew           | 30   | 2009–2010, 2012, 2016      |
| 09.   | Oleksandr Mytrofanow     | 26   | 2004–2009                  |
| 09.   | Wladimir Loginow         | 26   | 2002–2005                  |

Bemerkung: Gezählt wurden nur Ligatreffer. Tore in nationalen und internationalen Pokalwettbewerben wurden nicht mit einbezogen. Stand: Ende der Saison 2015.

### Rekordspieler
2015 stellte Juri Logwinenko mit 227 absolvierten Ligapartien für den FK Aqtöbe den Rekord für die meisten Ligaspiele auf.
| Platz | Name des Spielers    | Einsätze | Zeitraum             |
| ----- | -------------------- | -------- | -------------------- |
| 01.   | Juri Logwinenko      | 227      | 2006–2015            |
| 02.   | Marat Chairullin     | 225      | 2007–2009, 2010–2015 |
| 03.   | Andrei Sidelnikow    | 201      | 2008–2014, 2017      |
| 04.   | Samat Smaqow         | 182      | 2007–2012, 2016      |
| 05.   | Pjotr Badlo          | 175      | 2007–2014            |
| 06.   | Dmitri Jurist        | 153      | 1989–2002            |
| 07.   | Oleksandr Mytrofanow | 148      | 2004–2009            |
| 07.   | Igor Kister          | 148      |                      |
| 09.   | Qairat Äschirbekow   | 141      | 2002–2007            |
| 10.   | Konstantin Golowskoi | 118      | 2007–2010            |

Bemerkung: Gezählt wurden nur Ligaspiele. Spiele in nationalen und internationalen Pokalwettbewerben wurden nicht mit einbezogen. Stand: Ende der Saison 2017.

### Historische Ligaresultate
- Höchster Sieg: 8:0 gegen Uralez Uralsk 1992, gegen Jassy Türkistan 1994, gegen Bolat-AMT Temirtau 1996
- Höchste Niederlage: 1:9 gegen FK Taras 1997

## Bekannte ehemalige Spieler
| Kasachstan - Qairat Äschirbekow (2002–2007) - Jewgeni Awertschenko (2009–2011) - Maqsat Baischanow (2010) - Dmitri Bjakow (2003–2004) - Älibek Böleschew (2007) - Nikita Chochlow (2008–2011) - Aslan Darabajew (2010–2012) - Witali Jewstignejew (2012) - Andrei Karpowitsch (2010) - Alexander Kirow (2009) - Sergei Ostapenko (2009) - Denis Rodionow (2009) - Maksim Samtschenko (2003–2006) - Andrei Sidelnikow (2008–2014) - Samat Smaqow (2007–2012) - Murat Tleschew (2009–2010, 2012) - Anton Tschitschulin (2009–2011) | Ehemalige Sowjetunion - Robert Arsumanjan (2013–2014) - Marcos Pizzelli (2014–2015, 2018–2019) - Anton Semljanuchin (2012–2013) - Arūnas Klimavičius (2012) - Artūras Žulpa (2015) - Serghei Covalciuc (2012–2013) - Serghei Rogaciov (2006–2007) - Konstantin Golowskoi (2007–2010) - Jegor Sorokin (2016) - Sergei Strukow (2008–2010) - Arslan Satubaldin (2011) - Oleksij Antonow (2014–2015) - Oleksandr Mytrofanow (2004–2009) - Marat Bikmayev (2012–2013) - Alexander Heinrich (2012–2014) - Jafar Irismetov (2008) - Timur Kapadze (2012–2014) - Igor Sergeyev (2021) - Andrej Lauryk (2008–2009) - Ihar Sjankowitsch (2014, 2017) | Europa - Darko Maletić (2011–2012) - Georgi Daskalow (2012) - Jérémy Faug-Porret (2017) - Muarem Muarem (2017) - Dušan Savić (2017) - Tomas Šimkovič (2017) - Ciprian Deac (2015) - Vladimir Đilas (2011) - Bojan Dubajić (2021) - Brana Ilić (2012) - Zoran Kostić (2011–2012) - Ivan Perić (2010) - Kristián Kolčák (2017) | Afrika - Alain Bono (2010–2011) - Titi Essomba (2010–2011) - Dele Adeleye (2015) - El Hadji Khalifa Ba (2010) - Papa Gueye (2017) - Malick Mane (2011) | Amerika - Danilo (2015) - Fabrício (2018) - Vítor Júnior (2017) - Yuri Mamute (2017) - Danilo Neco (2014–2015) - Reynaldo (2018) - Jean-Eudes Maurice (2018) - Robert Primus (2011–2015) |

## Trainer
(seit 2001)
- 200100000:  Rawil Ramasanow
- 2001–2002:  Wladimir Lintschewski
- 200300000:  Wachid Massudow
- 200300000:  Oleksandr Ischtschenko
- 2004–2005:  Rawil Ramasanow
- 2006–2012:  Wladimir Muchanow
- 2013–2014:  Wladimir Nikitenko
- 2014–2015:  Wladimir Gassajew
- 201500000:  Ioan Andone
- 201600000:  Juri Utkulbajew
- 201700000:  Ihor Rachajew
- 2017–0000:  Wladimir Muchanow